# Frank Feltscher
Frank Feltscher Martínez (Bülach, Zürich kanton, Svájc, 1988. május 17. –) venezuelai válogatott labdarúgó.
Öccsei, Rolf Feltscher és Mattia Desole szintén svájci utánpótlás-válogatott labdarúgók, Rolf hozzá hasonlóan venezuelai válogatott is.

## Pályafutása

### Klubcsapatokban
Frank Feltscher zürichi Grasshoppers együttesében nevelkedett, és itt is mutatkozott be a felnőttek között. Első két svájci élvonalbeli idényében összesen 28 alkalommal lépett pályára.
2008-ban az olasz Lecce csapatához szerződött, majd visszatért hazájába, ahol előbb a Bellinzonát erősítette, majd 2011-től 2014-ig ismét a nevelőegyesületében, a Grasshoppersben játszott, és 86 bajnoki mérkőzésen mérkőzésen hat gólt szerzett. Egy szezont eltöltött a szintén svájci FC Aarau csapatában, ahol 21 találkozón lépett pályára, majd 2015-ben ismét légiósnak állt, a ciprusi AEL Limassolban töltötte a 2015-2016-os idényt. A ciprusi élvonalban 23 mérkőzésen 2 gólt szerzett. 2017. február 2-án jelentette be szerződtetését a Debreceni VSC.

### A válogatottban
Utánpótlás szinten Svájc színeit képviselte, 18 találkozón két gólt szerzett az U21-es válogatottban. 2011-ben meghívást kapott, majd be is mutatkozott a venezuelai válogatottban.

### Válogatott góljai
| #  | Dátum              | Helyszín                                             | Ellenfél | Eredmény a gól után | Végeredmény | Mérkőzés besorolása  |
| -- | ------------------ | ---------------------------------------------------- | -------- | ------------------- | ----------- | -------------------- |
| 1. | 2011. november 11. | Estadio Metropolitano Roberto Meléndez, Barranquilla | Kolumbia | 1–1                 | 1–1         | 2014-es vb-selejtező |
| 2. | 2012. november 14. | Marlins Park, Miami, Florida                         | Nigéria  | 1–2                 | 1–3         | Barátságos           |

## Sikerei, díjai
Svájc U21
- U21-es labdarúgó-Európa-bajnokság ezüstérmes: 2011